# Wilhelmina Asbeek-Brusse
Wilhelmina Asbeek, nata Brusse (12 marzo 1893 – 11 novembre 1993), è stata una partigiana olandese che, durante il secondo conflitto mondiale, nascose quattro persone e salvò dalla deportazione centinaia di membri della Resistenza, rubando e bruciando l'elenco con i loro nomi.

## Biografia
Nel 1942, i fratelli Manfred e Harry Klafter vennero arrestati e deportati a Westerbork. Dopo due anni di prigionia nel campo, i due riuscirono a fuggire e, nel settembre del 1944, a tornare ad Amsterdam, dove vennero nascosti da Wilhelmina Asbeek-Brusse fino alla fine della guerra. Wilhelmina, membro attivo della Resistenza olandese, aveva due figlie che si convertirono all'ebraismo nel 1941 per protestare contro i nazisti. Durante la guerra nascose anche una coppia ebrea, i Groen, e tutti i beni materiali appartenenti ai quattro clandestini. Inoltre, si fece inviare, tramite un'organizzazione antinazista, un elenco con i nomi dei membri della resistenza locale, che poi bruciò, salvandoli così dall'arresto e dalla morte certa. Nel 1965 Wilhelmina rifiutò la nomina a Giusto tra le nazioni, che accettò solo vent'anni dopo. La ricevette il 19 maggio del 1986.